# Bullacephalus jacksoni
Bullacephalus jacksoni (лат.) — примитивный представитель терапсид. Относится к бурнетиидам.
Описан Рубиджем и Китчингом в 2003 году из зоны Тапиноцефал. Длина черепа 15 сантиметров, общая длина 100 см.
Голотип — почти полный череп с нижней челюстью.